# Pasym
Pasym est une ville de Pologne, située au nord-est du pays, dans la voïvodie de Varmie-Mazurie. Elle est le chef-lieu de la gmina de Pasym, dans le powiat de Szczytno.

## Histoire
Jusqu'en 1945, Passenheim fait partie de l'arrondissement d'Ortelsbourg dans le district de Königsberg, dans la province de Prusse-Orientale.

## Personnalités liées à la ville
- Johann Wilhelm Ebel (de) (1784–1861), théologien